# 福島明弘
福島 明弘（ふくしま あきひろ、1967年9月20日 - ）は、埼玉県出身の元プロ野球選手（投手）。現在は福嶋 明弘（読み同じ）名義で千葉ロッテマリーンズで打撃投手を務めている。

## 来歴・人物
大宮東高では水沢正浩との2本柱、1985年のドラフト3位指名を受け、近鉄バファローズに入団。1989年はルーキーリーグ・ソルトレイクシティ・トラッパーズに野球留学した。
一軍出場のないまま、1993年に現役引退。千葉ロッテマリーンズの打撃投手に転身した。
1998年、名字を福嶋に改姓した。
2020年9月8日、本拠地での対北海道日本ハムファイターズ13回戦において、香月一也とのトレードで入団したばかりの澤村拓一が、移籍後初登板にユニフォームが間に合わなかったため、福嶋のユニフォームを借りてマウンドに上がった。

## 詳細情報

### 年度別投手成績
- 一軍公式戦出場なし

### 背番号
- 52 （1986年 - 1993年）
- 106 （1994年 - ）